# مؤسسه روانکاوی برلین
مؤسسه روانکاوی برلین (به انگلیسی Berlin Psychoanalytic Institute) تکامل یافته پلی‌کلینیک روانکاوی است که در فوریه سال ۱۹۲۰ میلادی در این شهر تأسیس شد.
بیماران کم درآمد می‌توانستند از این مؤسسه استفاده کنند و تنها ده درصد از درآمد این انستیتو توسط بیماران و بقیه آن توسط ماکس اتینگون تأمین می‌شد.
این مؤسسه مدل سه ستون (Eitingon) را برای آموزش تحلیلگران (دروس نظری، تجزیه و تحلیل‌های شخصی، نخستین بیمار تحت نظارت) که بعدها توسط بسیاری از مراکز آموزشی دیگر بکار گرفته شد را ارائه کرد.
در سال ۱۹۲۵ اتینگون به مقام ریاست کمیته آموزشی انجمن بین‌المللی روانکاوان نایل شد. الگوی اتینگون تا این تاریخ بعنوان یک الگوی استاندارد شناخته می‌شود.
مؤسسه روانکاوی برلین در سال ۱۹۲۳ تشکیل شد. ارنست سیمل، هانس ساش، فرانز الکساندر، ساندور رادو، کارن هورنی، زیگفرید برنفیلد، اوتو فنیکل، تئودور ریک، ویلهلم رایش و ملانی کلاین از جمله روانکاوهایی بودند که در این مؤسسه کار می‌کردند.